# Alice Silverberg
Alice Silverberg (* 6. Oktober 1958) ist eine US-amerikanische Mathematikerin und Hochschullehrerin.  Sie ist Professorin für Mathematik und Informatik an der University of California in Irvine.

## Leben und Werk
Silverberg studierte Mathematik an der Harvard University in Cambridge, wo sie 1979 den Bachelor-Abschluss Summa cum laude erhielt. 1981 erwarb sie an der Princeton University den Master-Abschluss und promovierte dort 1984 bei Goro Shimura mit der Dissertation: Mordell-Weil Groups of Generic Polarized Abelian Varieties. Danach war sie bis 1990 Assistent Professorin an der Ohio State University und dann bis 1996 Associate Professorin für Mathematik. 2004 wechselte sie als Professorin für Mathematik und Informatik an die University of California, Irvine und erhielt 2018 den Titel Distinguished Professorin. 
Sie forscht auf den Gebieten der Zahlentheorie und Kryptographie. Mit Karl Rubin führte sie 2003 das CEILIDH-System für Torus-basierte Kryptographie ein und besitzt derzeit 10 Patente im Zusammenhang mit Kryptographie. Ihre Erdős-Zahl beträgt 3.
2017 startete sie einen Blog mit dem Titel Alice's Adventures in Numberland, in dem humorvoll Themen rund um Sexismus in der Wissenschaft diskutiert werden. 

## Auszeichnungen
- 1990: Sloan Fellowship
- 2012: Fellow, American Mathematical Society
- 2019: Fellow, Association for Women in Mathematics

## Veröffentlichungen (Auswahl)
- Torsion points on abelian varieties of CM-type. Compositio Mathematica, Tome 68 no. 3, 1998, S. 241–249
- mit Goro Shimura, Hiroyuki Yoshida: Collected Papers V: 2002–2012 (Springer Collected Works in Mathematics) (englisch), ISBN 978-3319325477